# リビングデッド・ドールズ
リビングデッド・ドールズ (Living Dead Dolls) は、アメリカ、メズコ社 (Mezco Toyz) が販売している27cmサイズの人形。略称「LDD」。
生ける屍をモチーフとしており、棺桶型のケースに入れられて販売され、各人形には死因を記した死亡証明書が添えられている。血糊や傷跡などが手書きのため、個体差がある。

## ハンドメイドLDD
Ed Long が放置されている人形が死体に見えたことに着想を得て、既成の人形をカスタムして作った人形。友人の Damien Glonek が経営する会社で販売したところ、人気を博し、100体前後を売り上げた。その後、メズコ社の社長 Mez の目にとまり、量産化が決まった。
Sadie、Posey、Eggzorcist の3タイプが販売されていたが、その他にも Ed Long が個人的にカスタマイズしたハンドメイドLDDが存在する。

## シリーズ
2014年3月現在では26シリーズまで存在するが、5月頃にシリーズ27が発売される予定である。

### Series1
2001年3月発売。製産数40.000セット。
- Eggzorcist（エッグゾシスト）
- Damien（ダミアン）
- Posey（ポージィー）
- Sadie（サディー）
- Sin（シン）

### Seires2
2001年10月発売。製産数75.000セット。
- Schooltime Sadie（スクールタイム サディ）
- Deadbra Ann（デッドブラ アン）
- Lizzie Borden（リジー ボーデン）
- Lou Sapphire（ルー サファイア）
- Kitty（キティー）

### Series3
2002年3月発売。製産数80.000セット。
- Bride of Valentine（ブライド オブ バレンタイン）
- Sheena（シーナ）
- Schitzo（スキッツォ）
- Lottie（ロッティー）
- Lilith（リリス）

### Series4
2002年9月発売。製産数90.000セット。
- Macumba（マクンバ）
- Ms. Eerie（ミス イーリィー）
- Inferno（インフェルノ）
- Sybil（シビル）
- Lulu（ルル）

### Series5
- Vincent Vaude（ヴィンセント ボード）
- Hollywood（ハリウッド）
- Jezebel（ジェゼベル）
- Dahlia（ダリア）
- Siren（サイレン）

### Series6
- Dottie Rose（ドッティ ローズ）
- Revenant（リベナント）
- Calico（キャリコ）
- Isaac（アイザック）
- Hush（ハッシュ）
- Jinx（ジンクス）

### Series7
- Wrath（ラース）
- Vanity（ヴァニティー）
- Greed（グリード）
- Sloth（スロース）
- Lust（ラスト）
- Envy（エンヴィー）
- Gluttony（グラットニー）